# Полдарса (река)
Полдарса — река в Вологодской области России. Протекает в Опокском сельском поселении Великоустюгского района. Устье находится в 78 км по правому берегу реки Сухоны. Длина составляет 12 км. В устье реки находятся одноимённые посёлок и деревня.

## Данные водного реестра
По данным государственного водного реестра России относится к Двинско-Печорскому бассейновому округу, водохозяйственный участок реки — Северная Двина от начала реки до впадения реки Вычегда, без рек Юг и Сухона (от истока до Кубенского гидроузла), речной подбассейн реки — Сухона. Речной бассейн реки — Северная Двина.
Код объекта в государственном водном реестре — 03020100312103000009524.